# 體面政治
體面政治（英語：Respectability politics）是著名人物、領導人或學者使用的道德話語形式。這個概念是社會科學、政治和種族的主題，因此吸引正常的辯論和一定程度的爭議。

## 學術淵源
1993年，伊芙琳·布魯克斯·希堅保咸在著作《正義的不滿：1880至1920年黑人浸信會的婦女運動》首次闡述這一概念。在美國黑人歷史的背景下，體面政治被實踐為試圖有意識地擱置和破壞，並被認為不被更廣泛社會尊重的文化和道德實踐的方式，特別是在家庭和良好舉止的背景。